# Szymon Niemiec

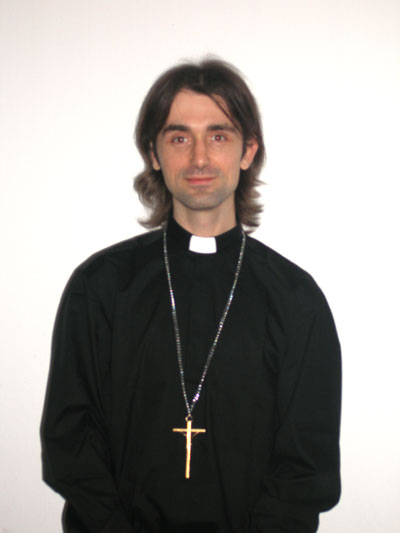
Pastor Mayor Szymon Niemiec

Szymon Niemiec (nacido el 5 de octubre de 1977 en Varsovia) es un fotógrafo, activista LGBT, periodista y político polaco. 
Creó la primera marcha del orgullo gay en Polonia, la Parada Równości o Marcha de la Igualdad, que tiene lugar cada año desde 2001. De 2000 a 2006, Niemiec obtuvo el puesto de Embajador Cultural de Polonia en la Red International de Cultura Lesbiana y Gay. De 2001 a 2005, fue el presidente de la Red International de Cultura Lesbiana y Gay en Polonia.
Niemiec ha sido miembro de la Izquierda desde 2002 y el 6 de mayo de 2005 fue elegido vicepresidente del partido Unión de la Izquierda. En 1991 recibió un diploma como instructor de teatro. En mayo de 2007 publicó su primer libro, Colibrí arcoíris en el culo. En 2008 fue ordenado por un pastor mayor de la Iglesia Libre Reformada de Polonia. A partir de 2008, Niemiec ha sido miembro de la Asociación Nacional de Periodistas Lesbianas y Gays y presidente de una junta de la fundación Amigos de Szymon.